# Balsamwurzeln
Die Pflanzengattung Balsamwurzeln (Balsamorhiza) gehört zur Unterfamilie der Asteroideae innerhalb der Familie der Korbblütler (Asteraceae). Die etwa zwölf Arten sind nur im westlichen Nordamerika verbreitet. Die nordamerikanischen indigenen Völker haben einige Arten vielseitig genutzt.

## Beschreibung

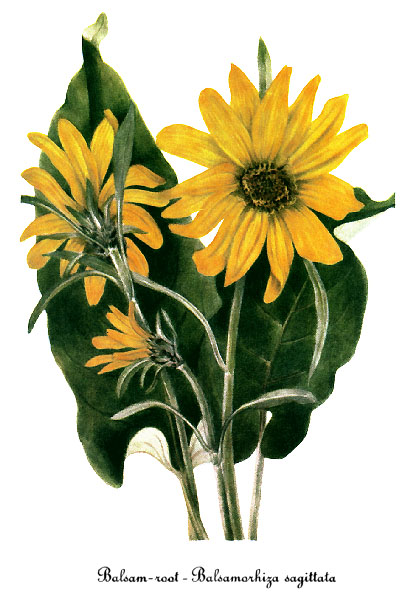
Illustration von Balsamorhiza sagittata

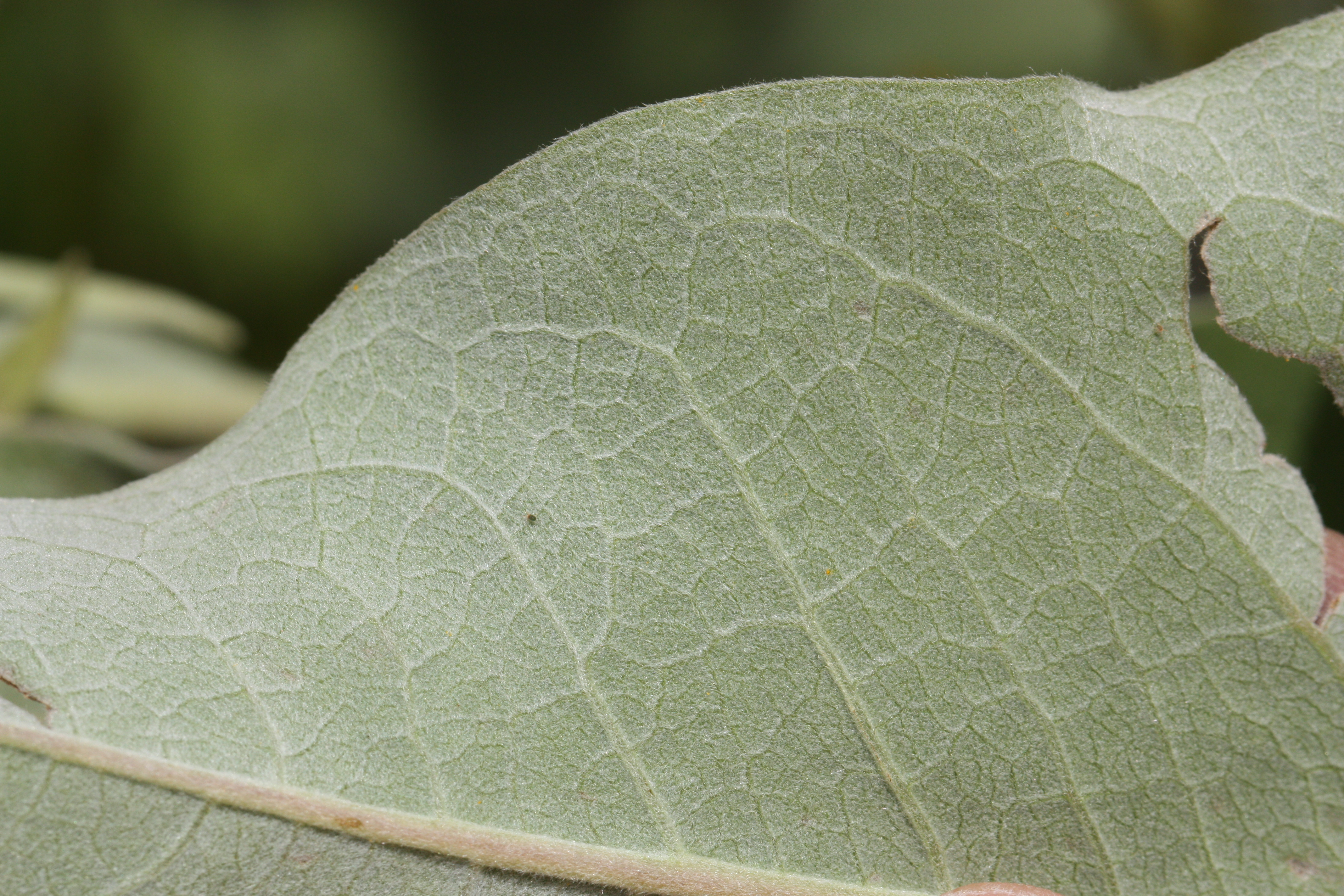
Blattunterseite von Balsamorhiza sagittata mit Details der Nervatur und der Behaarung.

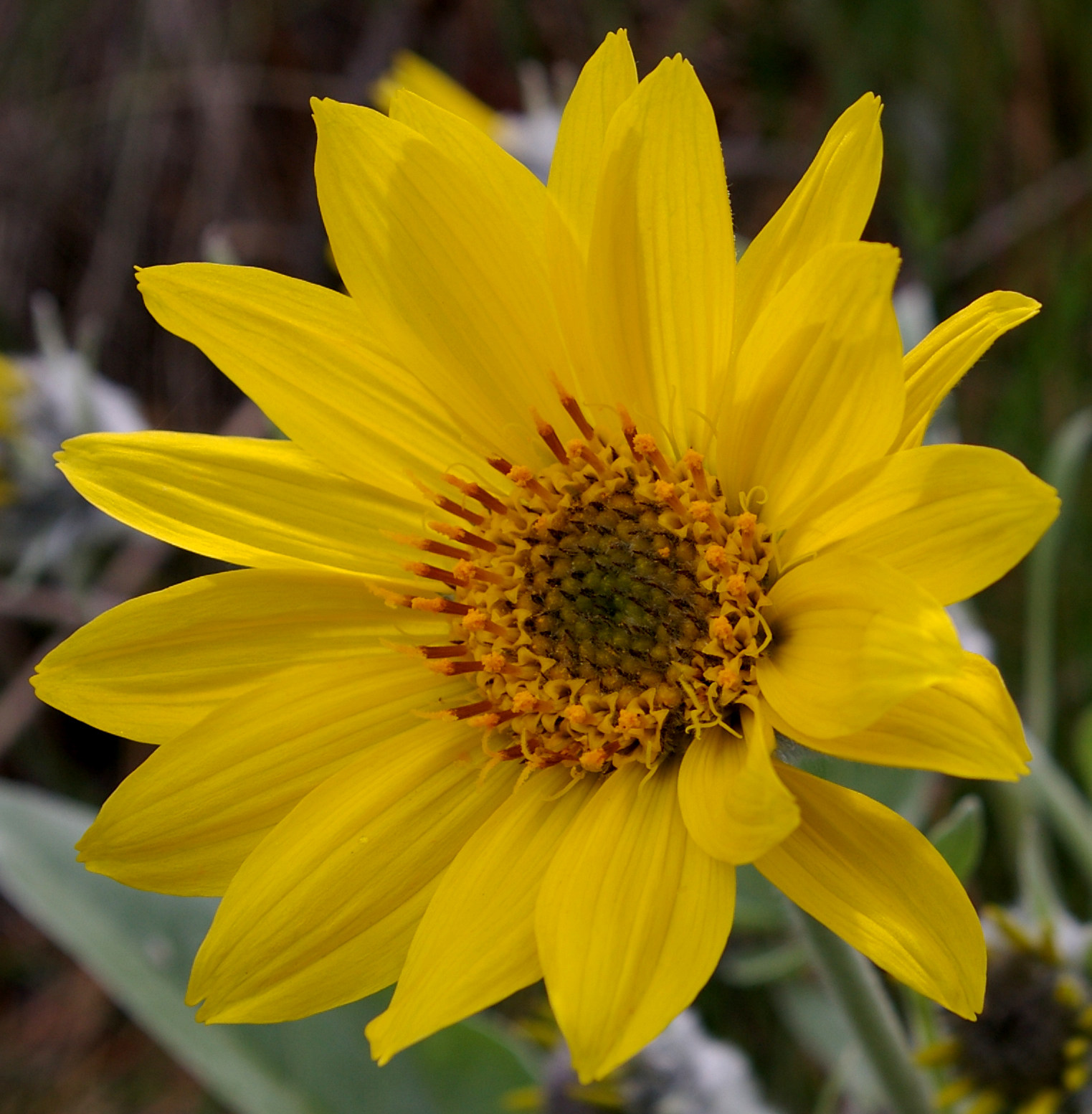
Blütenkorb von Balsamorhiza sagittata mit Strahlen- und Scheibenblüten.

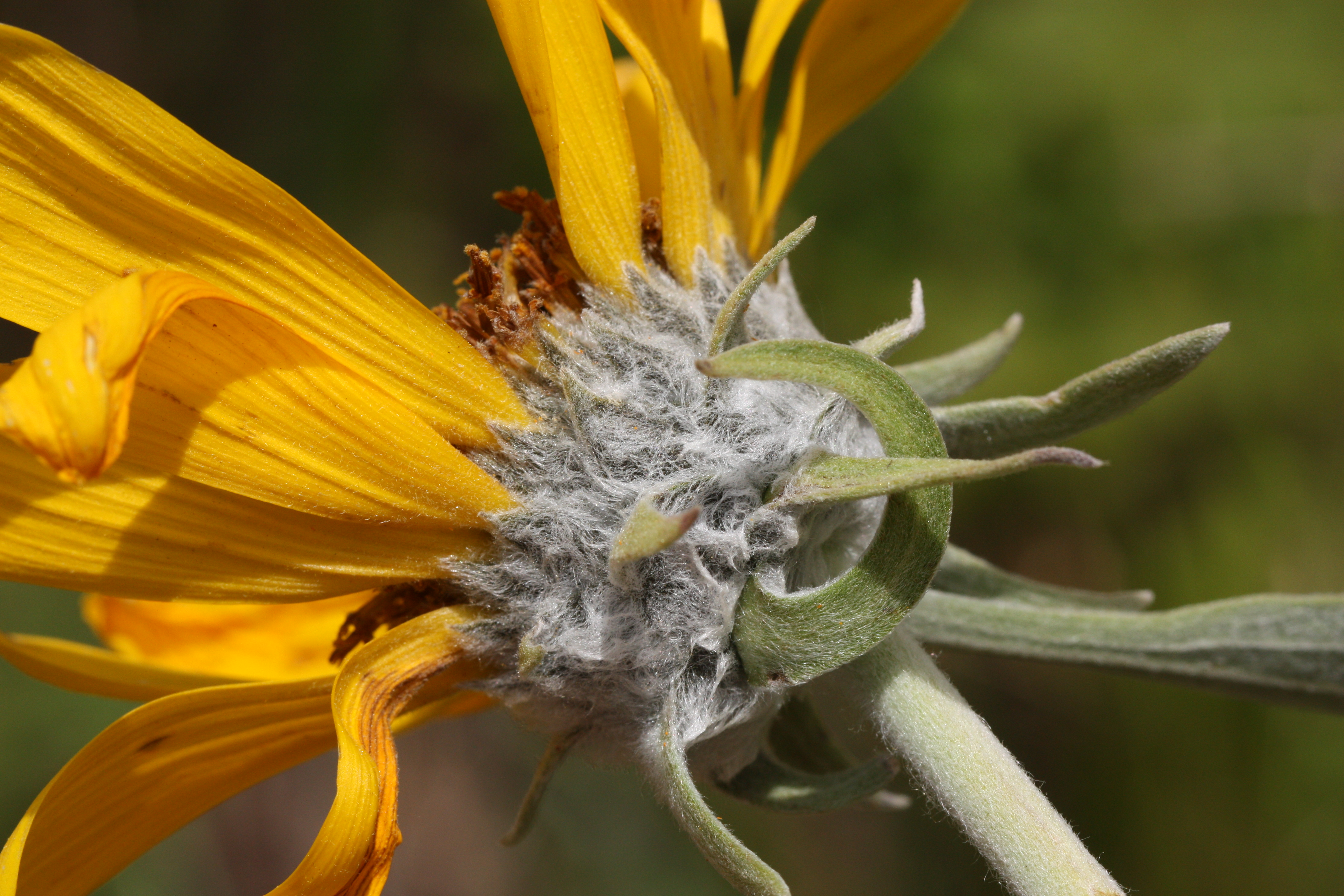
Blütenkorb von Balsamorhiza sagittata mit Involucrum im Detail.

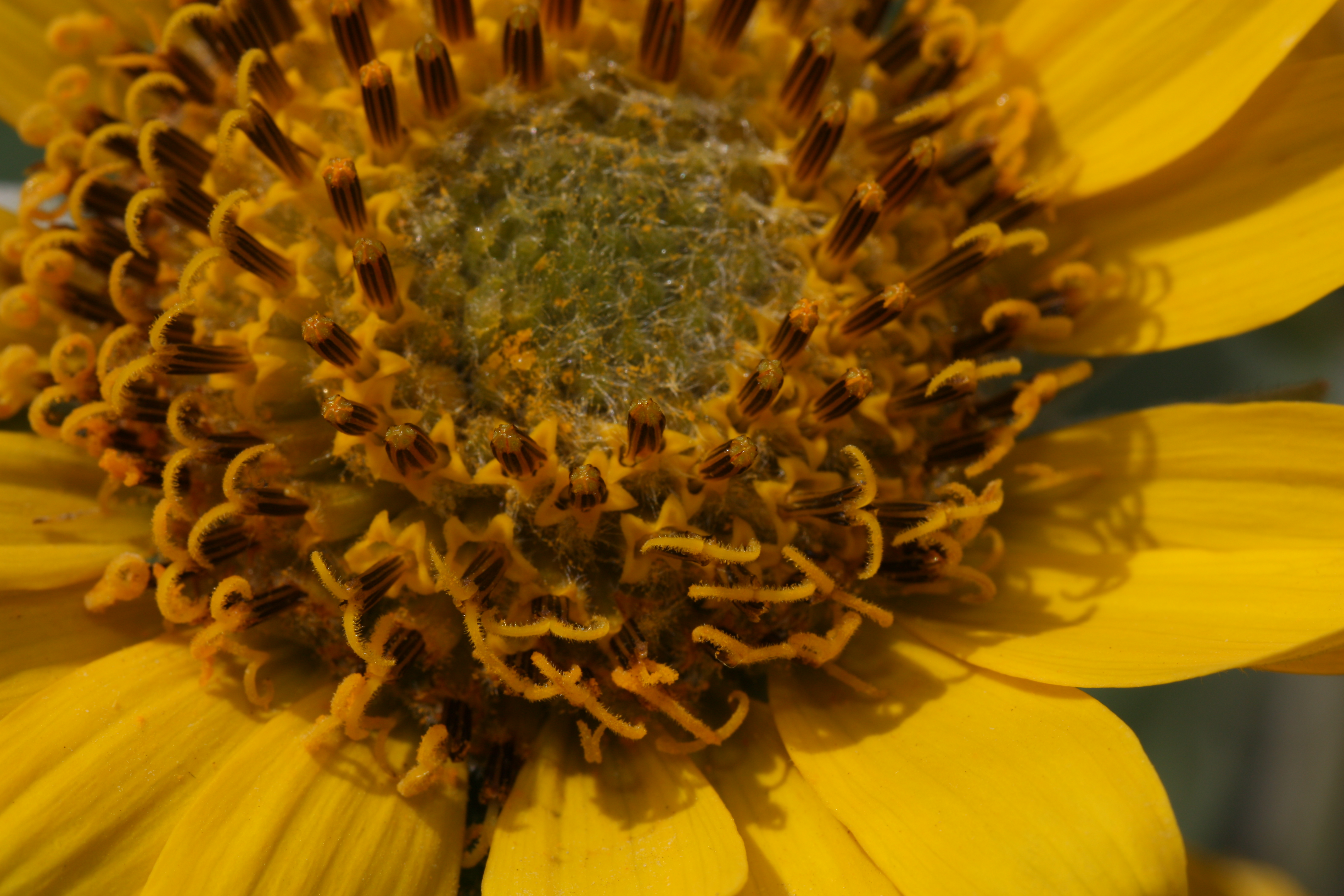
Ausschnitt eines Blütenkorbes von Balsamorhiza deltoidea mit Röhrenblüten in unterschiedlichen Entwicklungsstadien, gut zu erkennen sind die zweiästigen Griffel.

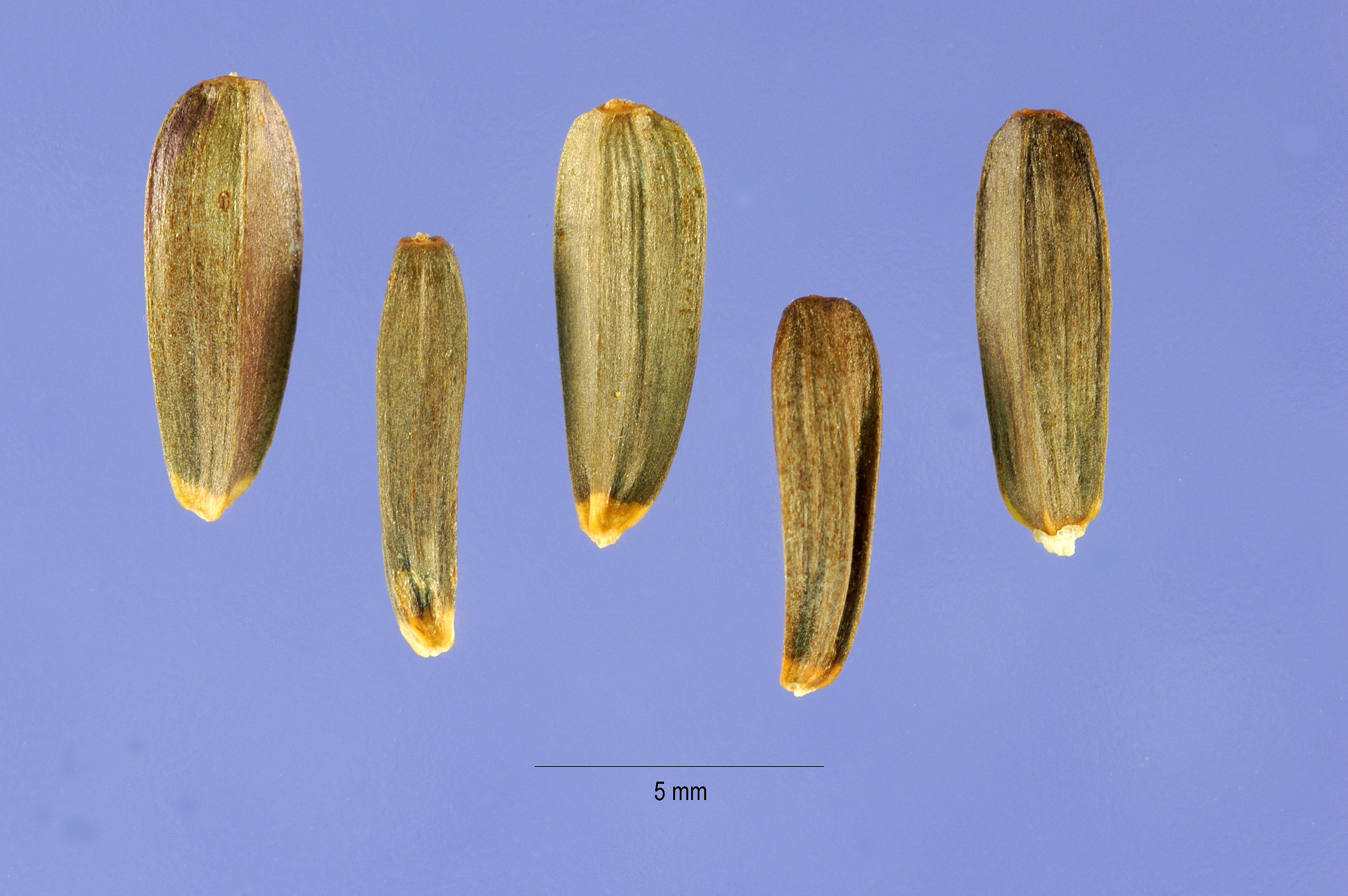
Kantige Achänen von Balsamorhiza sagittata.

### Erscheinungsbild und Blätter
Balsamorhiza-Arten wachsen als ausdauernde krautige Pflanzen und erreichen Wuchshöhen von 10 bis 45, selten bis zu 100 Zentimeter. Sie bilden dünne bis dicke Pfahlwurzeln mit dünner bis dicker Rinde. Die unterirdische Sprossbasis ist einfach bis verzweigt. Der aufrechte Stängel ist meist ab der Basis verzweigt.
Die meist nur grundständigen Laubblätter sind in Blattstiel und Blattspreite gegliedert. Die Blattstiele bleiben oft lange Zeit als Fasern an der Stängelbasis erhalten. Bei der Untergattung Balsamorhiza subg. Artorhiza sind die einfachen Blattspreiten gerundet-deltaförmig oder dreieckig-deltaförmig mit pfeil- oder herzförmiger bis gestutzter Spreitenbasis und glattem oder gekerbtem Blattrand. Bei der Untergattung Balsamorhiza subg. Balsamorhiza sind die elliptischen, eiförmigen, lanzettlichen bis lanzettlich-eiförmigen Blattspreiten einfach oder ein- bis zweifach fiederspaltig oder -lappig mit gestutzter oder keilförmiger Spreitenbasis und die Blattränder sind (wenn sie nicht gelappt sind) meist gekerbt, gesägt oder gezähnt, aber selten glatt. Es liegt meist Fiedernervatur vor, manchmal sind drei oder fünf Hauptnerven vorhanden. Die Blattflächen sind sehr unterschiedlich behaart oder selten kahl.

### Blütenstände und Blüten
In zymösen Gesamtblütenständen stehen auf aufrechten, langen Blütenstandsschäften meist ein oder selten zwei bis mehr als drei körbchenförmige Teilblütenstände. An den Blütenstandsschäften können sich im mittleren bis oberen Bereich wenige wechselständig oder gegenständig angeordnete Blätter befinden. Die bei einem Durchmesser von 1,1 bis über 3 Zentimeter halbkugeligen, kreiselförmig bis glockenförmigen Korbhüllen (Involucrum) enthalten in zwei bis drei Reihen 8 bis über 20 Hüllblätter. Die haltbaren Hüllblätter sind gleich oder ungleich, im letzteren Fall überragen die äußeren die inneren. Der Korbboden (Rezeptakel) ist flach bis konvex. Die haltbaren, pergamentartigen Spreublätter sind mindestens an ihrer Basis um den Fruchtknoten und die Frucht herum gefaltet.
Die Blütenkörbe enthalten außen 5 bis über 21 Zungenblüten (Strahlenblüten) und innen viele, selten 15 bis meist 50 bis über 150 Röhrenblüten (Scheibenblüten). Die auffälligen, gelben bis orangefarbenen, nur bei Balsamorhiza rosea sich ziegelrot verfärbenden Zungenblüten sind weiblich und fertil. Die gelben bis orangefarbenen Röhrenblüten sind zwittrig sowie fertil und besitzen eine kurze Röhre, einen zylindrischen bis eng-glockenförmigen Schlund und fünf Kronzipfel. Der Griffel ist zweiästig mit zwei wenig deutlichen Linien aus Narbengewebe und fadenförmigen Anhängseln.

### Früchte
Die deutlich drei- bis vierkantigen Achänen sind länglich. Die Oberflächen der Achänen sind meist kahl, nur manchmal bei Balsamorhiza careyana und Balsamorhiza rosea striegelig behaart. Es ist kein Pappus vorhanden.

### Chromosomensätze
Die Chromosomengrundzahl beträgt x = 19. Bei den Hybriden liegt oft hochgradige Polyploidie vor.

## Ökologie
Die Laubblätter von Balsamorhiza-Arten werden vom Rostpilz Puccinia balsamorhizae befallen.

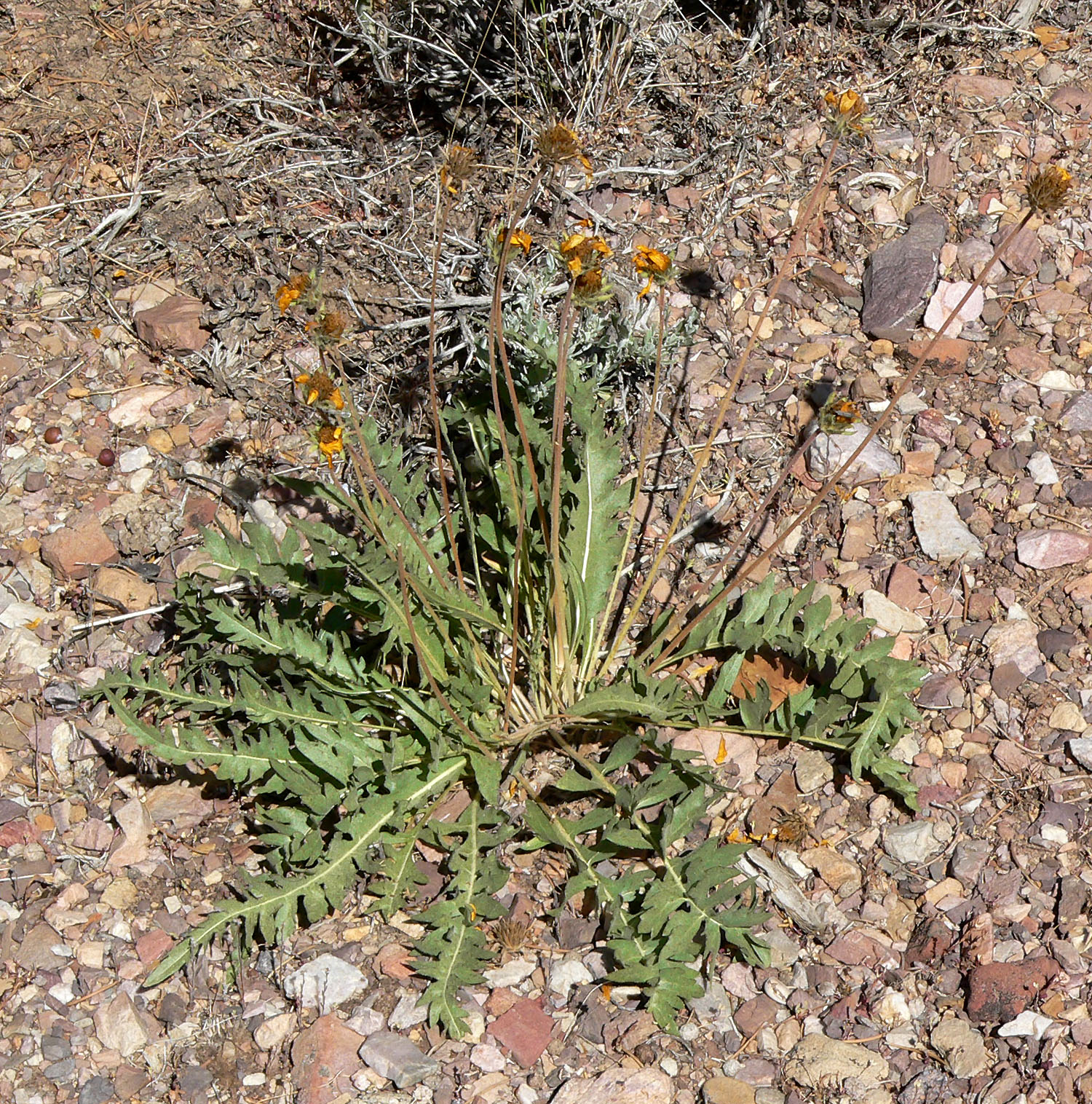
Untergattung Artorhiza: Habitus, fiederspaltige Laubblätter und abgeblühte Blütenstände von Balsamorhiza hispidula

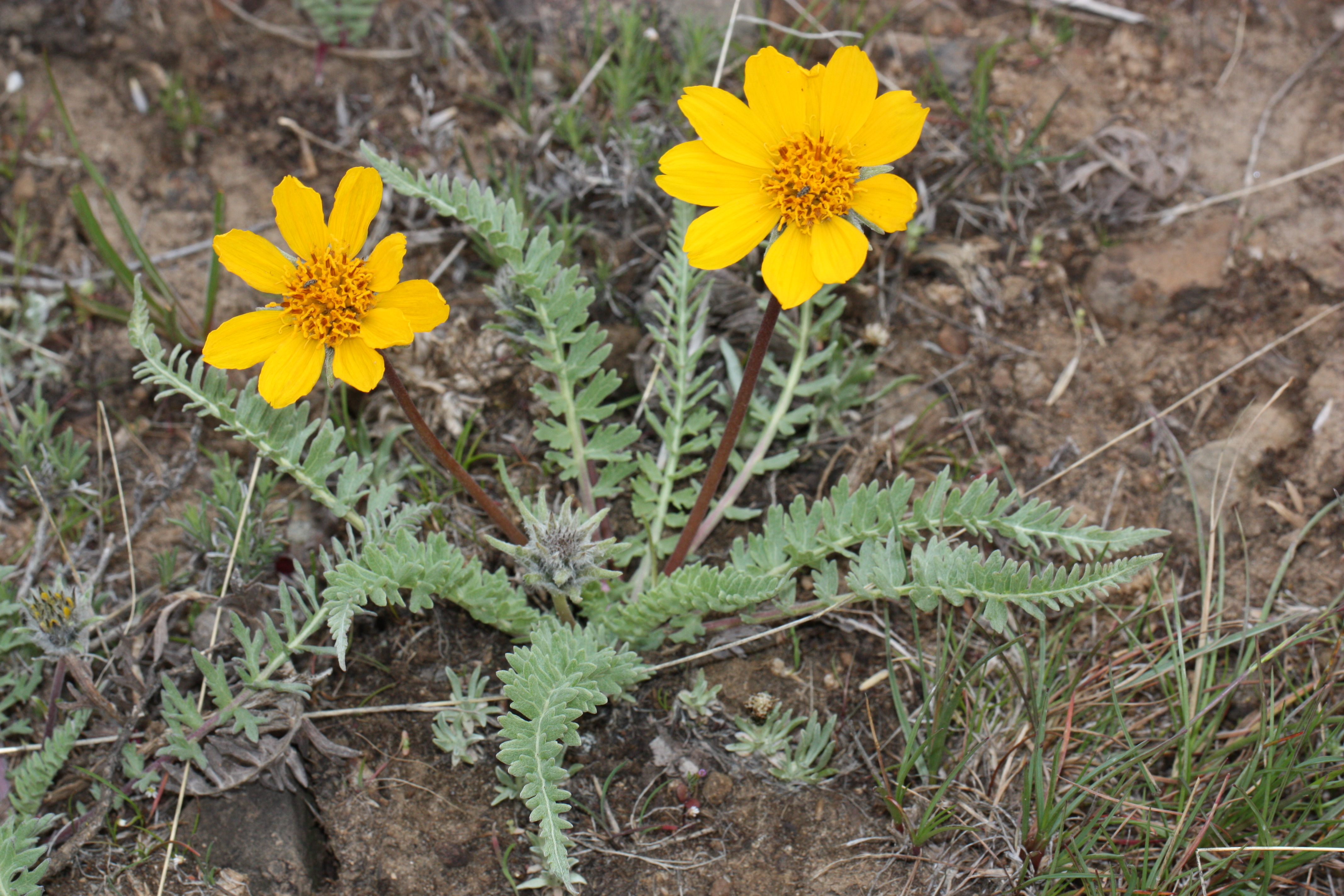
Untergattung Artorhiza: Habitus, fiederspaltige Laubblätter und Blütenstände von Balsamorhiza hookeri

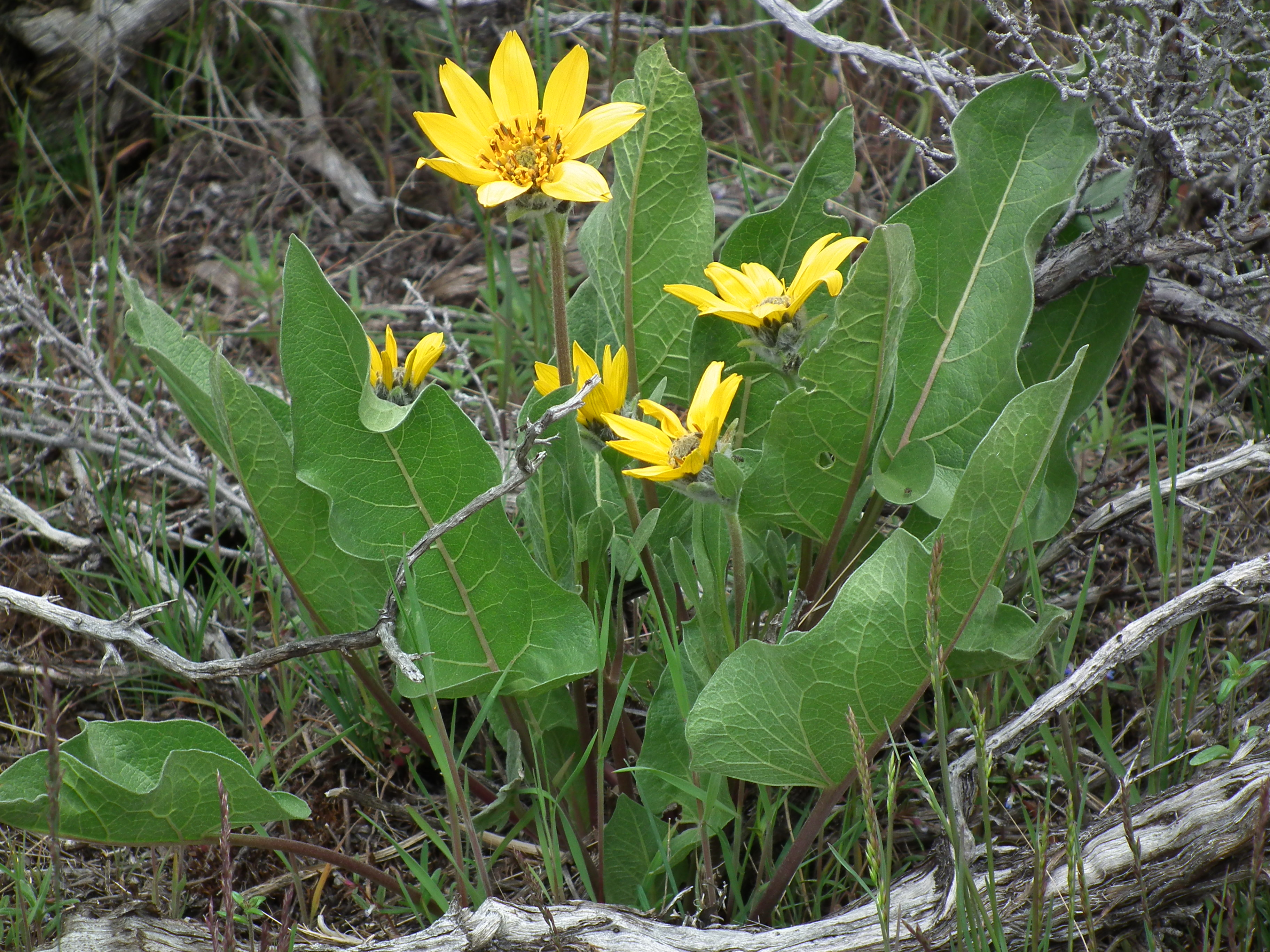
Untergattung Balsamorhiza: Einfache Laubblätter bei Balsamorhiza careyana

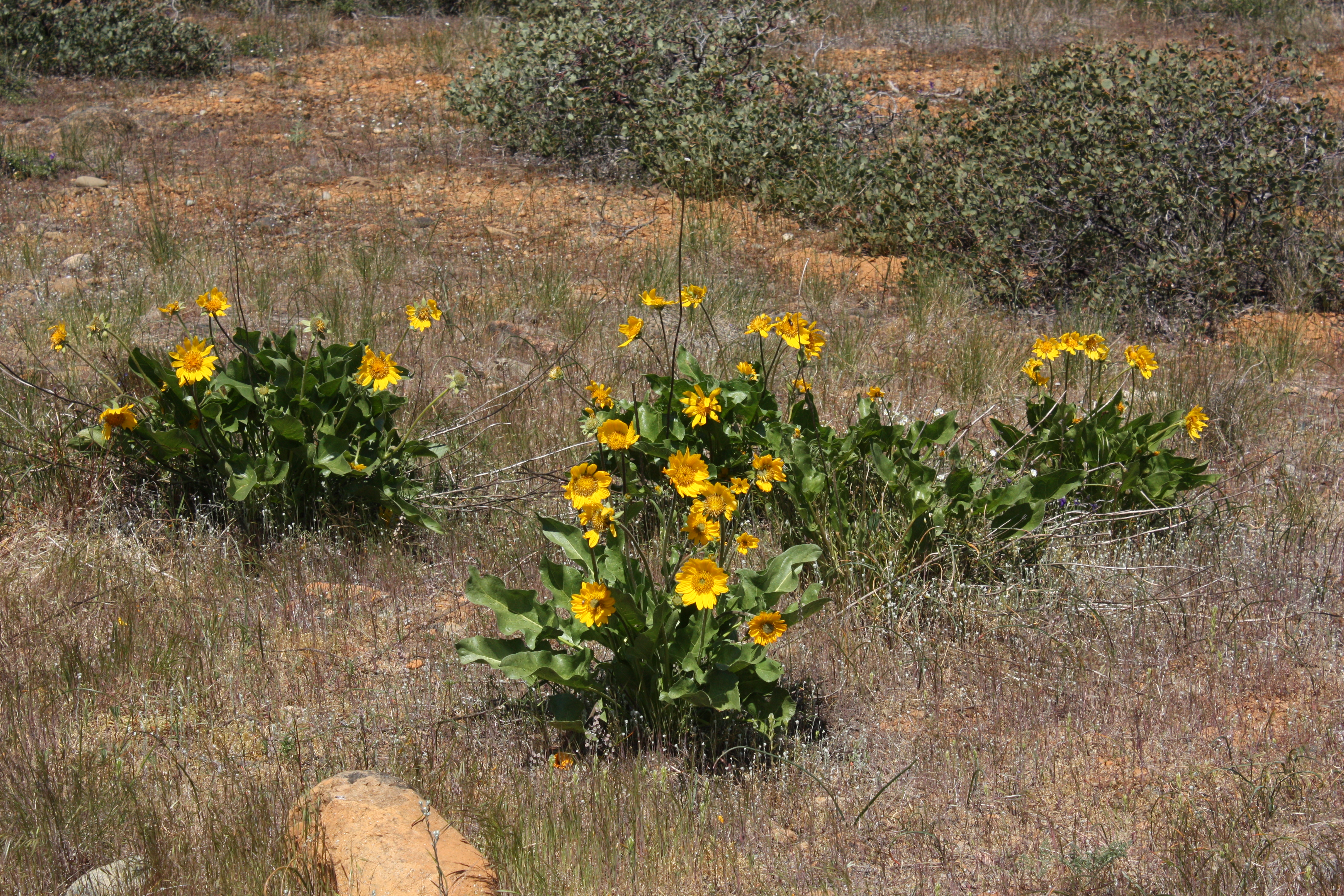
Untergattung Balsamorhiza: Habitus von Balsamorhiza deltoidea im Habitat

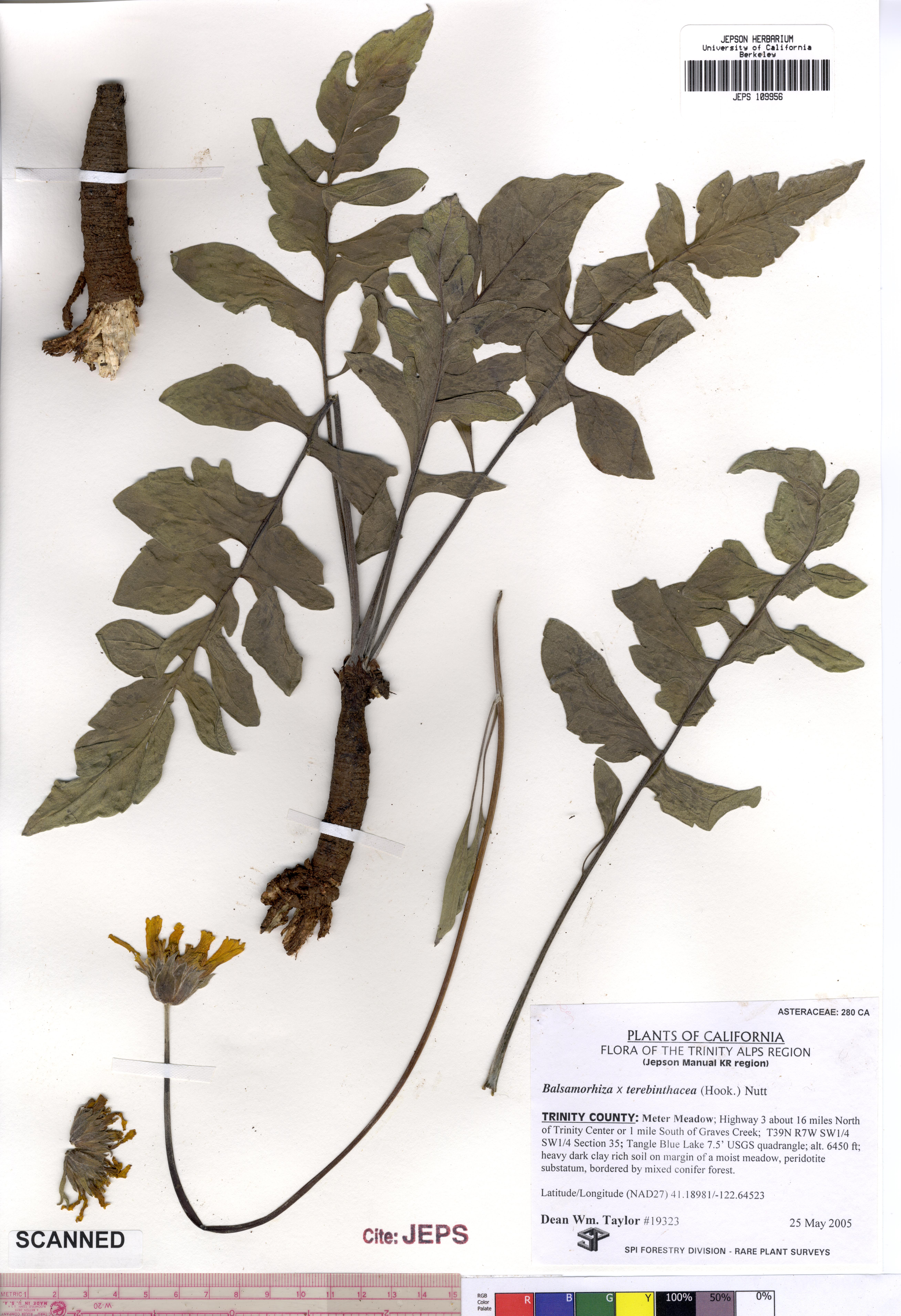
Herbarbogen von Balsamorhiza ×terebinthacea

## Systematik und Verbreitung
Die Gattung Balsamorhiza wurde 1840 durch William Jackson Hooker in Thomas Nuttall: Transactions of the American Philosophical Society, New Series 7, S. 349–351 aufgestellt. Der Gattungsname Balsamorhiza ist aus der griechischen Sprache abgeleitet und bedeutet Balsamwurzel, dies bezieht sich auf den balsamartigen, klebrigen Saft der Pfahlwurzeln.
Die Gattung Balsamorhiza gehört zur Subtribus Engelmanniinae (früher Ecliptinae) aus der Tribus Heliantheae in der Unterfamilie der Asteroideae innerhalb der Familie der Asteraceae. Manche Autoren stellen die Balsamorhiza-Arten in die nah verwandte Gattung Wyethia Nutt.
Es gibt etwa zwölf Balsamorhiza-Arten, die nur im westlichen Nordamerika verbreitet sind. Die Gattung Balsamorhiza wird in zwei Untergattungen gegliedert:
- Balsamorhiza subgen. Artorhiza (Nutt.) W.M.Sharp: Sie enthält neun Arten:
  - Balsamorhiza hispidula W.M.Sharp (Balsamorhiza hookeri var. hispidula (W.M.Sharp) Cronquist): Sie gedeiht auf Basalt-Ödflächen sowie in Wüstensteppen, im Wacholder- und Beifuß-Buschland in Höhenlagen von 1800 bis 2500 Meter in den US-Bundesstaaten Arizona, Colorado, Idaho, Montana, Nevada, Oregon, Utah und Wyoming. Im südlichen Bereich ihrer Verbreitung ist das Areal stark diskontinuierlich.[1]
  - Balsamorhiza hookeri (Hook.) Nutt. (Syn.: Heliopsis balsamorhiza Hook., Balsamorhiza balsamorhiza (Hook.) A.Heller, Balsamorhiza hirsuta Nutt., Balsamorhiza hirsuta var. lagocephala W.M.Sharp, Balsamorhiza hookeri var. lagocephala (Sharp) Cronquist, Balsamorhiza hookeri (Hook.) Nutt. var. hookeri, Balsamorhiza hirsuta var. neglecta W.M.Sharp, Balsamorhiza hookeri var. neglecta (W.M.Sharp) Cronquist, Balsamorhiza macrolepis var. platylepis (W.M.Sharp) Ferris, Balsamorhiza platylepis W.M.Sharp): Sie gedeiht an Felsaufschlüssen, in Trockenwiesen, im Beifuß-Buschland, im Norden in Basalt-Ödflächen sowie im Süden in trockenen, offenen Wäldern in Höhenlagen von meist 1000 bis 1500 (300 bis 2900) Meter in den US-Bundesstaaten Kalifornien, Nevada, Oregon und Washington.[1]
  - Balsamorhiza incana Nutt.: Sie gedeiht Wiesen, trockenen, felsigen Standorten sowie Lichtungen in Kiefernwäldern in Höhenlagen von 1200 bis 2800 Meter in den US-Bundesstaaten Idaho, Montana, Oregon, Washington, Wyoming.
  - Balsamorhiza lanata (Sharp) W.A.Weber (Syn.: Balsamorhiza hookeri var. lanata W.M.Sharp): Diese seltene Art gedeiht an Straßenrändern sowie grasigen Hügeln in Höhenlagen von 700 bis 1500 Meter in den US-Bundesstaaten Kalifornien und Oregon.[1]
  - Balsamorhiza macrolepis Sharp: Diese seltene Art gedeiht an offenen, trockenen oder feuchten, grasigen oder felsigen Hängen sowie in Tälern in Höhenlagen von 90 bis 1400 Meter nur in Kalifornien im westlichen Vorgebirge der zentralen Sierra Nevada und in der östlichen San Francisco Bay.[1]
  - Balsamorhiza macrophylla Nutt. (Syn.: Balsamorhiza hookeri var. idahoensis (W.M.Sharp) Cronquist, Balsamorhiza macrophylla var. idahoensis W.M.Sharp): Sie gedeiht auf tiefgründigen Böden, felsigen Wiesen, Beifuß-Buschland und Kiefernwäldern in Höhenlagen von 1000 bis 2400 Meter in den US-Bundesstaaten Idaho, Utah sowie Wyoming.[1]
  - Balsamorhiza rosea A.Nelson & J.F.Macbr. (Syn.: Balsamorhiza hookeri var. rosea (A.Nelson & J. F. Macbride) W.M.Sharp): Sie gedeiht an trockenen Hügeln in Höhenlagen von 300 bis 400 Meter in den US-Bundesstaaten Oregon sowie Washington.[1]
  - Balsamorhiza sericea W.A.Weber: Sie gedeiht auf Serpentin-Aufschlüssen, zwischen Felsen, in Felsspalten, an Hängen und zwischen Geröll in trockenen Flussläufen in Höhenlagen von 400 bis 1800 Meter in den US-Bundesstaaten Kalifornien sowie Oregon.[1]
  - Balsamorhiza serrata A.Nelson & J.F.Macbr. Sie gedeiht auf basaltischen Scablands, Beifuß-Buschland, Waldlichtungen und Wiesenrändern in Höhenlagen von (1000 bis) 1400 bis 1500 Meter in den US-Bundesstaaten Kalifornien, Nevada, Oregon sowie Washington.[1]

- Balsamorhiza Nutt. subgen. Balsamorhiza: Sie enthält drei Arten:
  - Balsamorhiza careyana A.Gray (Syn.: Balsamorhiza careyana var. intermedia Cronquist): Sie gedeiht in trockenen Channeled Scablands, Halbwüsten und offenen Kiefernwäldern in Höhenlagen von 500 bis 1000 Meter in den US-Bundesstaaten Oregon sowie Washington.[1]
  - Balsamorhiza deltoidea Nutt. (Syn.: Balsamorhiza glabrescens Benth.): Sie gedeiht an offenen Hängen und Lichtungen im Chaparral oder in Wäldern in Höhenlagen von 60 bis 1800, selten bis zu 2400 Meter im kanadischen Bundesstaat British Columbia und in den US-Bundesstaaten Kalifornien, Oregon sowie Washington.[1]
  - Balsamorhiza sagittata (Pursh) Nutt. (Syn.: Buphthalmum sagittatum Pursh, Espeletia helianthoides Nutt., Espeletia sagittata (Pursh) Nuttall, Balsamorhiza helianthoides (Nutt.) Nutt.): Sie gedeiht auf Lichtungen, Ebenen, Wiesen, ridges, Beifuß-Buschland und Kiefernwäldern in Höhenlagen von meist 900 bis 2500 (100 bis 3000) Meter in den kanadischen Provinzen Alberta sowie British Columbia und in den US-Bundesstaaten Arizona, Kalifornien, Colorado, Idaho, Montana, Nevada, Oregon, South Dakota, Utah, Washington sowie Wyoming.[1]

- Die Arten der Untergattung Balsamorhiza subgen. Balsamorhiza bilden an Standorten, an denen sie gemeinsam vorkommen, Hybriden. Natürliche Hybriden sind:[1]
  - Balsamorhiza ×bonseri H.St. John (= Balsamorhiza sagittata × Balsamorhiza rosea)[1]
  - Balsamorhiza ×terebinthacea (Hook.) Nutt. (= Balsamorhiza hookeri × Balsamorhiza deltoidea)
  - Balsamorhiza ×tomentosa Rydb.[1]

## Nutzung
Die Pfahlwurzeln von Balsamorhiza deltoidea, Balsamorhiza hookeri, Balsamorhiza incana und Balsamorhiza sagittata werden roh oder gegart gegessen und besitzen gegart einen süßen Geschmack.
Von Balsamorhiza deltoidea werden die jungen oberirdischen Pflanzenteile roh gegessen und die von Balsamorhiza sagittata auch gegart.
Von Balsamorhiza deltoidea, Balsamorhiza hookeri, Balsamorhiza incana und Balsamorhiza sagittata werden die Samen roh oder gegart gegessen; sie können zu Mehl gemahlen werden und man kann daraus Brot backen und Kuchen formen. Die gerösteten Pfahlwurzeln von Balsamorhiza deltoidea und Balsamorhiza sagittata dienen als Kaffee-Ersatz.
Der Saft der holzigen Pfahlwurzel von Balsamorhiza sagittata schmeckt nach Balsam. Die großen Blätter mitsamt Blattstiel von Balsamorhiza sagittata werden gekocht gegessen, aber in großen Mengen wirken sie wie Schlaftabletten. Die jungen Blütenstandsschäfte von Balsamorhiza sagittata werden geschält und wie Sellerie gegessen. Die nordamerikanischen indigenen Völker haben aus den Samen von Balsamorhiza sagittata ein Speiseöl gewonnen.
Die medizinische Wirkung von Balsamorhiza deltoidea, Balsamorhiza hookeri, Balsamorhiza incana und Balsamorhiza sagittata wurde untersucht.